# オーストリア君主一覧
オーストリア君主一覧（オーストリアくんしゅいちらん）は、オーストリアの君主の一覧。

## オストマルク東方辺境伯
- ハインリヒ
- ヴィルヘルム1世（Wilhelm I） - ヴィルヘルム家
- ヴィルヘルム2世（Wilhelm II） - ヴィルヘルム1世の子
- エンゲルシャルク1世（Engelschalk I） - ヴィルヘルム2世の兄弟
- アリボ1世（Aribo I） - アリボ家
- エンゲルシャルク2世（Engelschalk II） - エンゲルシャルク1世の子

## オーストリア辺境伯（バーベンベルク家）
- レオポルト1世 （976年 - 994年）
- ハインリヒ1世 （994年 - 1018年）
- アーダルベルト （1018年 - 1055年）
- エルンスト （1055年 - 1075年）
- レオポルト2世 （1075年 - 1095年）
- 聖レオポルト3世 （1095年 - 1136年）
- レオポルト4世 （1136年 - 1141年）
- ハインリヒ2世 （1141年 - 1156年） ⇒オーストリア公ハインリヒ2世

## オーストリア公

### バーベンベルク家
- ハインリヒ2世 （1156年 - 1177年）
- レオポルト5世 （1177年 - 1194年）
- フリードリヒ1世 （1194年 - 1198年）
- レオポルト6世（1198年 - 1230年）
- フリードリヒ2世（喧嘩公） （1230年 - 1246年）

### ツェーリンゲン家（バーデン系）
- ヘルマン1世（1248年 - 1249年） - バーデン辺境伯としてはヘルマン6世
- フリードリヒ1世（1250年 - 1251年） - バーデン辺境伯

### プシェミスル家
- オットカール2世プシェミスル（1251年 - 1278年）

### ハプスブルク家
- ルドルフ1世（1278年 - 1282年） - ローマ王
- アルブレヒト1世（1282年 - 1308年） - ローマ王
  - ルドルフ2世（1282年 - 1283年）
  - ルドルフ3世（1298年 - 1307年） - ボヘミア王としてはルドルフ1世
- フリードリヒ1世（1308年 - 1330年） - ローマ王としてはフリードリヒ3世 「美王」
  - レオポルト1世（1308年 - 1326年）
- アルブレヒト2世（1330年 - 1358年） - 「賢公」
  - オットー（1330年 - 1339年） - 「陽気公」
  - レオポルト2世（1339年 - 1344年）
- ルドルフ4世（1358年 - 1365年） - 大公（僭称）、「建設公」

アルブレヒト系
- アルブレヒト3世（1365年 - 1395年）
- アルブレヒト4世（1395年 - 1404年）
- アルブレヒト5世（1404年 - 1439年） - ローマ王としてはアルブレヒト2世
- ラディスラウス（1440年 - 1457年）

レオポルト系
- レオポルト3世（内オーストリア公 1365年 - 1386年）
- ヴィルヘルム（内オーストリア公 1386年 - 1406年）、レオポルト4世（前方オーストリア公 1386年 - 1411年）
- エルンスト（内オーストリア公 1406年 - 1424年） - 「鉄公」、フリードリヒ4世（前方オーストリア公 1411年 - 1439年）

## オーストリア大公

### ハプスブルク家
- フリードリヒ5世（1439年 - 1493年） - ローマ王としてはフリードリヒ4世、神聖ローマ皇帝としてはフリードリヒ3世
  - アルブレヒト6世（1446年 - 1463年）
  - ジークムント（1439年 - 1490年）
  - マティアス・コルヴィヌス（フニャディ家）（1485年 - 1490年）
- マクシミリアン1世（1493年 - 1519年）
- カール1世（1519年 - 1521年） - 神聖ローマ皇帝としてはカール5世
- フェルディナント1世（1521年 - 1564年）
- マクシミリアン2世（1564年 - 1576年）
  - カール2世（内オーストリア大公、1564年 - 1590年）
  - フェルディナント2世（前方オーストリア大公、1564年 - 1595年）
- ルドルフ5世（1576年 - 1612年） - 神聖ローマ皇帝としてはルドルフ2世
- マティアス（1612年 - 1619年）
  - マクシミリアン3世（前方オーストリア大公、1612年 - 1618年）
  - レオポルト5世（前方オーストリア大公、1619年 - 1632年）
  - フェルディナント・カール（前方オーストリア大公、1628年 - 1662年）
  - ジギスムント・フランツ（前方オーストリア大公、1662年 - 1665年）
- フェルディナント3世（1619年 - 1637年） - 神聖ローマ皇帝としてはフェルディナント2世
- フェルディナント4世（1637年 - 1657年） - 神聖ローマ皇帝としてはフェルディナント3世
- レオポルト1世（1657年 - 1705年）
- ヨーゼフ1世（1705年 - 1711年）
- カール3世（1711年 - 1740年） - 神聖ローマ皇帝としてはカール6世
- マリア・テレジア（1740年 - 1780年） - 女大公、「女帝」[1]

### ハプスブルク＝ロートリンゲン家
- ヨーゼフ2世（1780年 - 1790年）
- レオポルト7世（1790年 - 1792年） - 神聖ローマ皇帝としてはレオポルト2世
- フランツ2世（1792年 - 1835年）⇒オーストリア皇帝フランツ1世

以後はオーストリア皇帝と兼ねられた。